# وحشی (فیلم ۲۰۱۶)
وحشی (به هندی: Sairat) فیلمی محصول سال ۲۰۱۶ و به کارگردانی ناگراج مانجوله است. در این فیلم بازیگرانی همچون رینکو راجگورو، آکاش توسار ایفای نقش کرده‌اند.